# Хрватски олимпијски одбор
Хрватски олимпијски одбор (ХОО) је национални олимпијски комитет Хрватске који организује спортисте за такмичење на олимпијским играма и осталим мањим спортским догађајима. Чланови Комитета су 44 спортска савеза, која бирају Извршни одбор у саставу председника и 15 чланова. Његово седиште налази се у Загребу. 

## Историја
Хрватски олимпијски одбор основан је 10. септембра 1991. године у Загребу. МОК га је привремено признао 17. септембра 1992., чиме је био отворен пут хрватским спортистима у међународну олимпијску породицу. Учествовали су први пут на Зимским олимпијским играма у Албервилу и Летњим олимпијским играма у Барселони исте године. Пуно признање ХОО од стране МОКа десило се 24. септембра 1993.

## Председници
| Председник    | Период      |
| ------------- | ----------- |
| Антун Врдољак | 1991 – 2000 |
| Здравко Хебел | 2000 – 2002 |
| Златко Матеша | 2002 –      |

## Хрвати у Међународном олимпијском комитету
| Члан          | Период      |
| ------------- | ----------- |
| Фрањо Бучар   | 1920 – 1946 |
| Борис Бакрач  | 1960 – 1987 |
| Антун Врдољак | 1995 – 2014 |

## Извршни одбор
Извршни одбор за циклус 2016-2020 чине:
- Председник: Златко Матеша
- Потпредседници: Дамир Мартин, Жељко Јерков, Санда Чорак, Морана Паликовић Груден
- Чланови: Златко Тариташ, Стево Ткалчец, Борис Месарић, Жељан Консуо, Бранимир Башић, Михо Главић, Маријан Ханжековић, Иво-Горан Муниврана, Зринко Грегурек, Дамир Књаз, Звјездана Тума Павлов

## Савези
| Савез                              | Летње или Зимске | Седиште    |
| ---------------------------------- | ---------------- | ---------- |
| Атлетски савез Хрватске            | Летње            | Загреб     |
| Бадминтон савез Хрватске           | Летње            | Загреб     |
| Бејзбол савез Хрватске             | Летње            | Загреб     |
| Биатлон савез Хрватске             | Зимске           | Загреб     |
| Бициклистички савез Хрватске       | Летње            | Загреб     |
| Боб и скелетон савез Хрватске      | Зимске           | Сплит      |
| Боксерски савез Хрватске           | Летње            | Загреб     |
| Ватерполо савез Хрватске           | Летње            | Загреб     |
| Веслачки савез Хрватске            | Летње            | Загреб     |
| Гимнастички савез Хрватске         | Летње            | Загреб     |
| Голф савез Хрватске                | Летње            | Загреб     |
| Једриличарски савез Хрватске       | Летње            | Сплит      |
| Кајакашки савез Хрватске           | Летње            | Загреб     |
| Карате савез Хрватске              | Летње            | Загреб     |
| Карлинг савез Хрватске             | Зимске           | Загреб     |
| Клизачки савез Хрватске            | Зимске           | Загреб     |
| Клизачко ролерски савез Хрватске   | Летње            | Загреб     |
| Коњички савез Хрватске             | Летње            | Загреб     |
| Кошаркашки савез Хрватске          | Летње            | Загреб     |
| Мачевачки савез Хрватске           | Летње            | Загреб     |
| Одбојкашки савез Хрватске          | Летње            | Загреб     |
| Планинарски савез Хрватске         | Летње            | Загреб     |
| Пливачки савез Хрватске            | Летње            | Загреб     |
| Рагби савез Хрватске               | Летње            | Загреб     |
| Рвачки савез Хрватске              | Летње            | Загреб     |
| Рукометни савез Хрватске           | Летње            | Загреб     |
| Савез за даљинско пливање Хрватске | Летње            | Стари Град |
| Савез за дизање тегова Хрватске    | Летње            | Сплит      |
| Савез за синхроно пливање Хрватске | Летње            | Загреб     |
| Савез за скокове у воду Хрватске   | Летње            | Загреб     |
| Савез хокеја на леду Хрватске      | Зимске           | Загреб     |
| Савез Хрватске за модерни петобој  | Летње            | Загреб     |
| Санкашки савез Хрватске            | Зимске           | Сплит      |
| Скијашки савез Хрватске            | Зимске           | Загреб     |
| Софтбол савез Хрватске             | Летње            | Загреб     |
| Стонотениски савез Хрватске        | Летње            | Загреб     |
| Стреличарски савез Хрватске        | Летње            | Загреб     |
| Стрељачки савез Хрватске           | Летње            | Загреб     |
| Теквондо савез Хрватске            | Летње            | Загреб     |
| Тениски савез Хрватске             | Летње            | Загреб     |
| Триатлон савез Хрватске            | Летње            | Загреб     |
| Фудбалски савез Хрватске           | Летње            | Загреб     |
| Хокеј савез Хрватске               | Летње            | Загреб     |
| Џудо савез Хрватске                | Летње            | Загреб     |